# 국대안 파동
국대안 파동(國大案波動)은 군정기인 1946년 미군정청 학무국이 일제시대의 여러 단과대학들을 통폐합하여 단일 종합대학인 국립서울대학교를 설립하겠다는 안을 발표하자 1948년까지 2년간 통폐합 대상 학교들의 교수, 학생들이 격렬히 반대한 사건이다.
국대안 파동 및 그 수습 과정에서 남한 학계는 활동 불능 상태에 빠졌고, 많은 인력들이 이태규의 도미, 리승기의 월북처럼  연구 환경을 찾아 이탈했다.

## 개요

### 국립 서울대학교 설립안
국립 서울대학교 설립안, 흔히 말하는 ‘국대안’은 1946년 7월 13일 미군정의 문교부장 유억겸, 차장 오천석에 의해 발표되었다. 약 1개월 후인 8월 22일 ‘국립 서울대학교 설립에 관한 법령’(군정법령 제102호)가 공포되어 법적 효력이 발생되었다.
경성제국대학의 후신인 경성대학의 3개학부와 일제 때 만들어진 9개 관립 전문학교를 통폐합하여 종합대학을 설립하면 설비, 건물, 교수, 기술자를 최대한도로 활용할 수 있고 국가재정을 효과적으로 쓸 수 있다는 명분이었다.
구체적으로는 경성대학(구 경성제국대학 시절 법문학부, 의학부, 이공학부가 있었음)과 서울과 인근의 전문학교 등을 통합하고 종합대학으로 만든다는 것이다. 문리과대학(경성대학 문학부+이학부), 법과대학(경성대학 법학부+경성법학전문학교), 사범대학(경성사범학교), 의과대학(경성대학 의학부+경성의학전문학교), 상과대학(경성고등상업학교), 공과대학(경성대학 공학부+경성광산전문+경성고등공업학교), 치과대학(경성치과전문), 농과대학(수원농림전문), 예술대학(신설됨. 음악부, 미술부)의 9개 단과대학이다.

### 국대안 추진 배경
1945년 8월 15일 광복으로 한국 고등 교육의 주권이 대한민국에 돌아올 수 있는 계기가 마련되었고 당시 일제 군국주의적 교육 정책을 청산하고 민족적 요청을 수용하는 새로운 교육이 필요하다는 여론이 조성되었다. 광복 당시 한국에 있던 고등 교육 기관으로는 일제 식민지 고급 관리 양성과 식민지 경영에 참여할 고등 지식인 양성을 목표로 하는 경성제국대학과 직능인 양성을 목표로 하는 공립·사립 전문학교가 전부였다. 광복 후 조선을 다스린 미군정은 기존의 사립 전문대학을 대학교로 승격시키고 관공립 대학을 통합해 하나의 종합대학교를 설립하는 정책을 채택하였다. 이에 따라 1945년 12월 학무국의 미국인 장교에 의해 경성대학을 확장하여 종합대학교를 만들려는 계획이 마련되었으나 이 방안은 시행되지 못했다. 1946년 4월 문교부는 경성대학교 의학부와 경성의학전문학교의 통합을 지시했고 동년 7월 13일에는 경성대학과 9개 관립 전문학교 및 사립 경성치과의학전문학교를 일괄 통합해 종합대학교를 설립한다는 "국립서울대학교설립안"을 발표했다. 당시 문교부는 종합대학교 설립 이점을 각 학교의 기존 건물 및 설비의 활용, 적은 수의 교수 및 전문 기술자의 최대 활용, 국가 재정상의 합리성, 단과대학에서 벗어나 종합대학에서 누릴 수 있는 학생들의 문화적 혜택, 대학원을 통한 학자 양성을 들었다.

### 쟁점
통합의 대상인 학교의 학생 교직원의 반대의견이 나왔다. 첫째, 학생수용능력 감소, 둘째, 교수  부족, 셋째, 경비절감이 될지 의문, 넷째 관선의 소수 이사회에 운영 전권을 주는 것은 학원 자치 및 학문의 자유 침해, 다섯째, 이공계통의 고등교육 경시 등이 쟁점이었다.  친일 교수를 배제해야 한다는 것도 쟁점이었다.

### 사건 진행
1945년 10월 16일 이후 서울대를 구성하게 될 경성제대 의학부의 학장과 각 전문학교의 교장이 미군정청에 의해 임명되었다.
한편 1945년 10월 17일 미군정청에서 경성대학에 미국인 학장으로 A.Croft 미 해군대위를 임명하였다. 1945년 10월17일 경성제대를 경성대학으로 개칭하였다. 경성대학 의학부 부속간호학교 개교하였다. 12월 25일 경성음악학교(서울대 음대 전신)가 설립인가가 되었다. 이로써 서울대를 구성하게 될 모든 학교가 생겼다. 경성대 Croft 학장은 미군의 학교 주둔으로 인해 "복구가 불가능할 정도로 완전히 폐허", 한국 과학 교육 "최소 10년 지체될 것"이라는 우려를 1946년 1월 21일 표명하였다.1946년 4월 27일 의전 병합을 군정청 문교부에서 계획하였다. 1946년 6월 12일 예과 폐지를 군정청 문교부에서 발표하였다.
1946년 7월 13일 국대안 발표가 있자 여론이 분분한 가운데 일부 교직원과 학생들은 맹렬한 반대운동을 펴기 시작했고, 7월 31일 조선교육자협회와 전문대학교수단연합회가 공동으로 전국교육자대회를 열고 국대안 철회를 요청하였다. 이어서 광산전문학교, 경제전문학교, 경성사범학교, 경성의학전문학교 등 통합대상으로 되어 있는 전문학교의 일부 교수나 학생들도 반대 운동에 가담하였다. 반대운동 대표자들은 러치(Archer L. Lerch) 군정 장관을 면담하고 국대안 철회를 요구하였다.
1946년 8월 22일 「국립서울대학교 설립에 관한 법령」(군정법령 102호)의 공포로 서울대학교가 설립되었다. 이 법령의 내용은 경성대학(경성제국대학)을 중심으로 경성법학전문학교, 경성공업전문학교, 경성광산전문학교, 경성사범학교/경성여자사범학교, 경성의학전문학교, 수원농림전문학교, 경성경제전문학교, 경성치과의학전문학교(사립), 경성약학전문학교(사립) 등 관`공, 사립 학교들을 통합하여 종합 대학을 설립하는 것이었다. 초대 총장으로 미군정청이 미육군성에 추천하여 구 경성대학 총장이 되었던 해리 엔스테드(Harry B. Ansted) 해군대위가 취임하였다. 대학원장에는 윤인설, 문리과대학장에는 이태규를 임명하는 등 국대안을 강행하였다.
국대안 반대의 집단행동이 본격화된 것은 1946년 9월 해당 대학교들의 학생들의 등록을 거부하고 제1차 동맹휴학에 들어가면서부터이고 친일 교수 배격, 경찰의 학원 간섭 정지, 집회 허가제 폐지, 국립대 행정권 일체를 조선인에게 이양할 것, 미국인 총장을 한국인으로 대체할 것을 요구하였다.  국대안 반대운동이 해방공간의 정치적 상황과 맞물려 좌우익의 대결로 흘러가게 되었고 미군정청은 국대안 문제를 남조선과도입법의원에 상정하기로 결의했다. 국대안 반대운동은 학원 문제를 넘어 정치적 성격의 문제로 진화하였고 이에 따라 좌우익 학생들이 국대안 문제에 대해 동맹 휴학 유지와 중지로 갈라지게 되었다.
1947년 3월 개학 후 서울대학교 일부 단과대학에서는 동맹 휴학을 중지하기로 결의하였다. 한편 서울대 이사회는 같은 해 6월 13일 제적학생에 대한 조건부 복교를 결정했다. 복교원을 제출한 학생 가운데 10~20%는 복교가 불허되었다. 미국인 총장을 한국인으로바꾸라는 국대안 반대세력의 요구에 따라 같은 해 10월 이춘호가 총장으로 선임되었고 이를 계기로 1년 동안 계속되었던 국대안 파동도 일단락되었다. 서울대학교 60년사 편찬위에 따르면, 국대안 파동은 아직 대한민국 정부가 설립되지 않은 상황에서 새로운 체제의 종합 국립대학교를 무리하게 만들려고 했던 것에 기인했다고 분석했다.

### 종결
1947년 2월 15일, 문교당국은 이사회 조항을 재검토하겠다고 하고 이사의 선출은 입법의원의 비준을 받게 함으로써 사태의 수습을 하려고 하였다. 미군정의 직접 통제를 줄이고 이사회를 한국인으로 구성한다고 하였다. 이런 해결방안과 미군정의 대대적인 탄압으로  3월부터 반대운동은 급격히 약화되었다. 6월 13일 서울대 이사회는 무조건 복교를 결정하지만 사실 조건부 복교로 남아 있는 교수회의의 심사를 거쳐 복교시켰다. 이 과정에서 다수의 교수와 학생이 학교를 떠났는데 추정치로 교수 380명, 학생 4,956명이 해직, 퇴학되었다. 해직 교수 중 리승기 등 일부는 월북하여 김일성종합대학 교수진을 구성하게 된다. 1948년 8월 10일 2회 졸업식에서 미 군정청 존 하지(John Reed Hodge)중장에게, 1949년 7월 15일 3회 졸업식에서 이승만 대통령에게 명예법학박사 학위를 수여하였다.
이 사건은 다층적인 대립구조를 지닌다. 좌익과 우익, 미군정과 한국인, 경성제대 출신 교수와 전문학교 출신 교수의 대립이 복잡하게 얽혀있다.

## 사건 일지
- 1945년
  - 10월 7일 - 미군정청에서 경성대학에 미국인 총장과 교수를 임명.
  - 10월 17일 - 경성제대를 경성대학으로 개칭, 경성대학 의학부 부속간호학교를 개교.
  - 12월 16일 - 경성대학 법문학부 교수 27명을 군정청에서 발령.
  - 12월 25일 - 경성음악학교(서울대 음대 전신) 설립인가를 받음.

- 1946년
  - 4월 27일 - 경성대학에 의전 병합을 군청청 문교부에서 계획함, 경성대학 예과부설 임시중학교 원양성소를 개설.
  - 6월 12일 - 경성대학 예과 폐지를 군정청 문교부에서 발표.
  - 6월 19일 - 국립 서울대학교 설치안을 문교부에서 발표.
  - 6월 22일 - 서울종합대학안에 반대하는 학생들의 성명이 발표됨.
  - 7월 8일 - 경성제대 의학부와 경성의학전문학교 합동안에 물의를 빚음.
  - 7월 13일 - 국립서울대학교 신설을 문교부에서 발표.
  - 8월 22일 - 국립서울대학교 초대총장에 구 경성대학 총장이었던 해리 엔스테드(Harry B. Ansted) 해군대위가 임명됨, 초대 교무처장은 ‘언더우드'.
  - 9월 5일 - 서울대학교 이공학부 교직원 38명, 국대안을 반대하고 사직을 결의.
  - 10월 4일 - 문리과대학이 동맹휴학을 강행.
  - 11월 7일 - 법과대학생들, 휴강 과다를 논란하고 동맹휴학을 강행.
  - 12월 2일 - 국대안반대 사대 불합작 교수·학생 전원 복직·복교하였음.
  - 12월 10일 - 국대안 반대하고 문리과대학 맹휴하였음.
  - 12월 18일 - 국대안반대 등교거부로 문리대, 상대, 법대에 휴교처분을 내림.

- 1947년
  - 3월 - 일부 단과대학 동맹 휴학 중지 결의.
  - 6월 13일 - 제적학생에 대한 조건부 복교 결정.
  - 10월 - 제2대 총장 이춘호를 선임.